# 만덕사지
만덕사지(萬德寺址)는 부산광역시 북구 만덕동에 있는 사찰이다. 1972년 6월 26일 부산광역시의 기념물 제3호로 지정되었다.

## 현지 안내문
만덕사는 고려 충혜왕 서자인 석기가 유폐되었던 곳으로 전해진다.
금당지로 추정되는 건물터를 중심으로 그 주변에는 건물의 축대와 주춧돌, 와당, 무늬없는 벽돌이 발견되었고, 석탑, 불상대좌, 석등에 쓰인 석재들이 흩어져 있었다. 1979년 2월 부산시립박물관은 흩어진 석탑의 부재를 모아 3층석탑 1기를 박물관 정원에 복원하였다.
만덕사는 3층석탑의 양식, 당간지주의 형식으로 보아, 고려 전기에 지어져 고려 후기까지 있었던 절로 추정할 수 있다.

## 참고 문헌
- 이 문서에는 다음커뮤니케이션(현 카카오)에서 GFDL 또는 CC-SA 라이선스로 배포한 글로벌 세계대백과사전의 "《만덕사지》" 항목을 기초로 작성된 글이 포함되어 있습니다.

## 같이 보기
- 만덕사지 당간지주 - 부산광역시 유형문화재 제14호

## 참고 자료
- 만덕사지 - 국가유산청 국가유산포털